# Napoleon III
Karel Lodewijk Napoleon Bonaparte (Frans: Charles-Louis-Napoléon Bonaparte; Parijs, 20 april 1808 – Chislehurst bij Londen, 9 januari 1873) was president van de Franse Republiek van 1848 tot 1852, en als Napoleon III keizer van Frankrijk van 1852 tot 1870. Lodewijk Napoleon, zoals hij ook werd genoemd, was een neef (oomzegger) van Napoleon I.

## Biografie

### Jeugd en jonge jaren
Lodewijk Napoleon werd in 1808 in Parijs geboren als zoon van Lodewijk Napoleon, koning van Holland en diens echtgenote Hortense de Beauharnais, dochter van Joséphine de Beauharnais. Hij had twee oudere broers, Napoleon Karel (1802, overleden voor de geboorte van Lodewijk Napoleon) en Napoleon Lodewijk (1804). Het huwelijk van zijn ouders was ongelukkig. Sinds 1807 leefden zij gescheiden. Lodewijk Napoleon werd verwekt tijdens een moment van toenadering, maar kort daarop was de breuk tussen de ouders definitief. Koning Lodewijk Napoleon was bij de geboorte en de doop van zijn jongste zoon niet aanwezig.
Door de wet van 12 juli 1816, aangenomen tijdens de regering van Lodewijk XVIII van Frankrijk, werden de afstammelingen van de gewezen keizer Napoleon, zijn ooms en tantes, zijn neven en nichten en zijn broers voor eeuwig verbannen uit Frankrijk. Bij overtreding van deze wet was de doodstraf bepaald. Sindsdien woonde het grootste deel van de familie Bonaparte in Italië. Hortense de Beauharnais woonde sindsdien in Duitsland en later in Zwitserland.
Na de revolutie van juli 1830 kwam in Frankrijk een nieuwe koning aan de macht, namelijk Lodewijk Filips I. Lodewijk Filips kon aanvankelijk rekenen op de steun van de burgerij, terwijl hij de vrijheid en rechten van de volksklasse garandeerde. Een rol in de Franse politiek voor de familie Bonaparte leek nu onmogelijk. Dit zou veranderen na de dood van Napoleons enige wettelijke erfgenaam Napoleon II (Napoleon Frans Karel Jozef), die op 22 juli 1832 in Oostenrijk overleed aan tuberculose. Victor Hugo en andere schrijvers gebruikten dit overlijden als voorwendsel om biografieën en gedichten te schrijven om de herinnering aan het keizerrijk van Napoleon I op te roepen. Zo werd de napoleontische legende in Frankrijk opnieuw tot leven gewekt via de literatuur.  
Lodewijk Napoleon bracht het grootste deel van zijn jeugd afwisselend door bij de stad Konstanz aan het Bodenmeer en in Augsburg, waardoor hij het Duits perfect beheerste. Op 30 oktober 1836 verscheen Lodewijk Napoleon in Straatsburg voor een kazerne, waar hij proclameerde dat hij koning Lodewijk Filips zou afzetten. Lodewijk Napoleon werd gevangen genomen en op 9 november naar Parijs gebracht. Koning Lodewijk Filips schonk hem gratie op voorwaarde dat hij in ballingschap zou gaan in de Verenigde Staten van Amerika. Aan boord van het fregat Andromeda reisde hij op 21 november 1836 via Rio de Janeiro naar New York. Toen zijn moeder Hortense in 1837 op sterven lag, bezocht hij haar in  Arenenberg (Zwitserland). Daarna vertrok hij naar Engeland, waar hij zijn boek Idées Napoléoniennes uitgaf. 
Vanuit Londen bereidde hij een nieuwe poging tot staatsgreep voor. Omdat hij wilde profiteren van de bonapartistische ijver die werd opgewekt door het besluit van het kabinet Adolphe Thiers om het lichaam van de keizer uit Sint-Helena terug te halen, landde hij in de nacht van 5 op 6 augustus 1840 tussen Boulogne-sur-Mer en Wimereux. Hij was vergezeld van 65 soldaten maar werd al gauw opgepakt. Nu werd Lodewijk Napoleon, wegens een misdaad tegen de veiligheid van de staat, veroordeeld tot een levenslange gevangenisstraf. De clementie tegenover hem - hij werd niet ter dood veroordeeld - was het gevolg van de vrees voor een terugkeer van de familie Bonaparte op het politieke toneel. Ook wilde men de affectiegevoelens van het volk voor de overleden keizer Napoleon I niet kwetsen. Hij werd opgesloten in kasteel van Ham. Koning Lodewijk Filips probeerde de bewondering voor de keizer te gebruiken in zijn voordeel en liet het stoffelijk overschot van Napoleon I uit Sint-Helena overbrengen naar Frankrijk. Het lichaam van Napoleon I werd op 15 december 1840 bijgezet in het Hôtel des Invalides in Parijs.
Tijdens zijn gevangenschap ging Lodewijk Napoleon verder met het schrijven van pamfletten over zijn rechten op de troon. In deze tijd werden zijn eerste natuurlijke zonen geboren, Eugène en Alexandre Bure. Hun moeder was Eléonore Vergeot. In juli 1844 overleed zijn oom Jozef Bonaparte, en enkele maanden daarna overleed zijn vader, waardoor hij nu in de ogen van de bonapartisten de rechtmatige troonopvolger was. Op 25 mei 1846 ontsnapte hij na zes jaar gevangenschap, uit het kasteel van Ham met de hulp van Henri Conneau, door de kleren van een schilder aan te trekken. Voordat zijn vlucht werd ontdekt, was hij al in België en de volgende dag in Engeland.

### Van het revolutiejaar 1848 tot het presidentschap
Het revolutiejaar 1848 bracht in Frankrijk de Februarirevolutie. Het bewind van Lodewijk Filips (de Julimonarchie) had in de laatste tien jaar veel steun verloren. Zowel republikeinen, legitimisten als bonapartisten voerden oppositie. Toen er ook een mislukte aardappeloogst was, kwamen de Parijzenaars in opstand en de koning trad af. Lodewijk Napoleon was geen kandidaat in de parlementsverkiezingen in april 1848, maar drie leden van de familie Bonaparte, Jérôme Bonaparte, Pierre Napoleon Bonaparte, en Lucien Murat werden verkozen. De naam Bonaparte was nog steeds een politieke factor. Er volgde een roerige tijd, met diverse machtswisselingen in korte tijd. Uiteindelijk werd Lodewijk Napoleon in november, na verschillende verkiezingen, gekozen als  parlementslid in de Assemblée Nationale.
In oktober werd nog een amendement ingediend door een republikein die niet wilde dat leden van de keizerlijke familie lid konden worden van het parlement. Het had een averechtse uitwerking; wetsartikelen die deze mogelijkheid uitsloten, werden geschrapt. Na Napoleons verkiezing werd een nieuwe grondwet gemaakt (niet speciaal voor Napoleon, maar in verband met het nieuwe staatssysteem) en een maand erna volgden de presidentsverkiezingen. Napoleon won overtuigend, vooral door zijn familienaam, en de impopulariteit van zijn grootste tegenstander, generaal Cavaignac. 
Tijdens de verkiezingscampagne was dit liedje enorm populair onder het kiespubliek, waarvan een groot deel analfabeet was:
Voulez-Vous du micmac? Choisissez Cavaignac!
Voulez-vous la canaille? Choisissez Raspail!
Voulez-vous un coquin? Choisisseze Ledru-Rollin!
Voulez-vous du bon? Choisissez Poléon!
Lodewijk Napoleon werd de eerste Franse president die werd verkozen door het volk. Een belangrijke militaire interventie tijdens Napoleons presidentschap was gericht tegen de Italiaanse eenheidsstrijder Giuseppe Mazzini, die Rome bestuurde, waar in februari 1849 de Romeinse Republiek was gesticht. Op verzoek van paus Pius IX stuurde Napoleon een expeditieleger van 9.000 man, die Mazzini en zijn medestanders in juli 1849 wisten te verdrijven. Later zou Napoleon van gedachten veranderen en de zijde van de eenheidsstrijders kiezen.

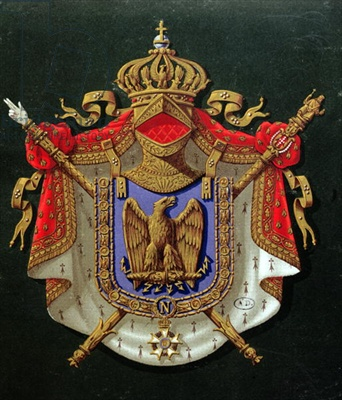
Wapen van Napoleon III

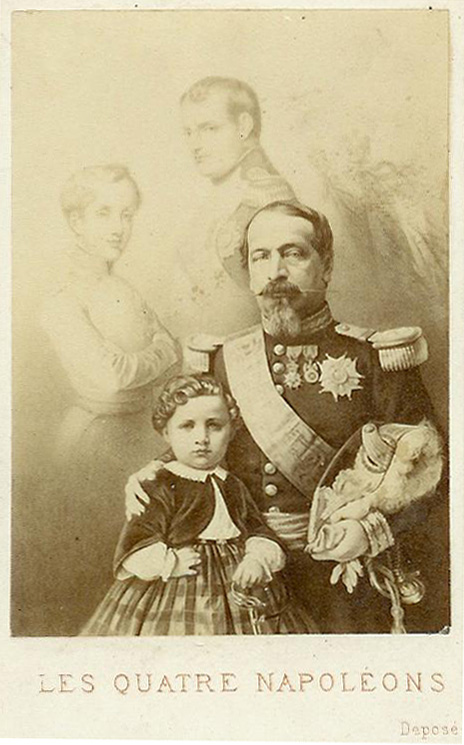
De vier Napoleons

### Keizer
In 1851 stelde Lodewijk Napoleon het parlement voor de grondwet te veranderen zodat de president zich herkiesbaar kon stellen. Hij vond de vierjaarlijkse termijn te kort om zijn hele programma te voltooien. Het parlement, dat vooral nog bestond uit monarchisten die achter de Bourbons stonden, weigerde dit. Op 2 december 1851 pleegde Napoleon een zelfcoup, de staatsgreep van 2 december 1851. Hierdoor pleegde hij meineed, omdat hij bij zijn aanstelling tot president trouw aan de grondwet van de republiek had gezworen. Charles de Morny, een buitenechtelijke zoon van Hortense de Beauharnais nam deel aan de voorbereiding van deze staatsgreep en werd benoemd tot minister van Binnenlandse Zaken. Lodewijk Napoleon ontbond het parlement, en na een volksraadpleging werd zijn presidentiële termijn alsnog verlengd. Deze coup deed veel republikeinen besluiten Napoleon de rug toe te keren. De laatste democraten, onder wie Alexis de Tocqueville, werden opgesloten. Het keizerlijke aspect was intussen al duidelijk merkbaar geworden. Een jaar later werd in Frankrijk na een tweede volksraadpleging officieel het keizerrijk uitgeroepen. Dit keizerrijk staat bekend als het Tweede keizerrijk of le Second Empire. Bijna het gehele stemgerechtigde Franse volk (7,8 van de 8,2 miljoen) stemde voor Napoleon als erfelijk keizer.
De betrouwbaarheid van beide referenda werd, en wordt nog steeds, betwist. Maar Napoleon werd keizer als Napoleon III. Door het uitroepen van het Tweede Franse Keizerrijk werd Napoleon III keizer van Frankrijk. In tegenstelling tot zijn oom Napoleon I vond er voor keizer Napoleon III nooit een kroningsceremonie plaats. De datum van het uitroepen van het Tweede Franse Keizerrijk was niet toevallig gekozen. De kroning van Napoleon vond immers plaats op 2 december 1804, exact 48 jaar eerder.
Door zijn keizerschap haalde Napoleon zich de woede van de bekende schrijver Victor Hugo op de hals. Hugo had hem gesteund bij zijn presidentsverkiezing, maar voelde zich nu verraden omdat Napoleon alsnog een monarchie had gesticht. Na de staatsgreep van 2 december 1851 vluchtte Hugo naar Brussel, waar hij Napoléon le Petit schreef, een werk dat Napoleon III erg bekritiseert.

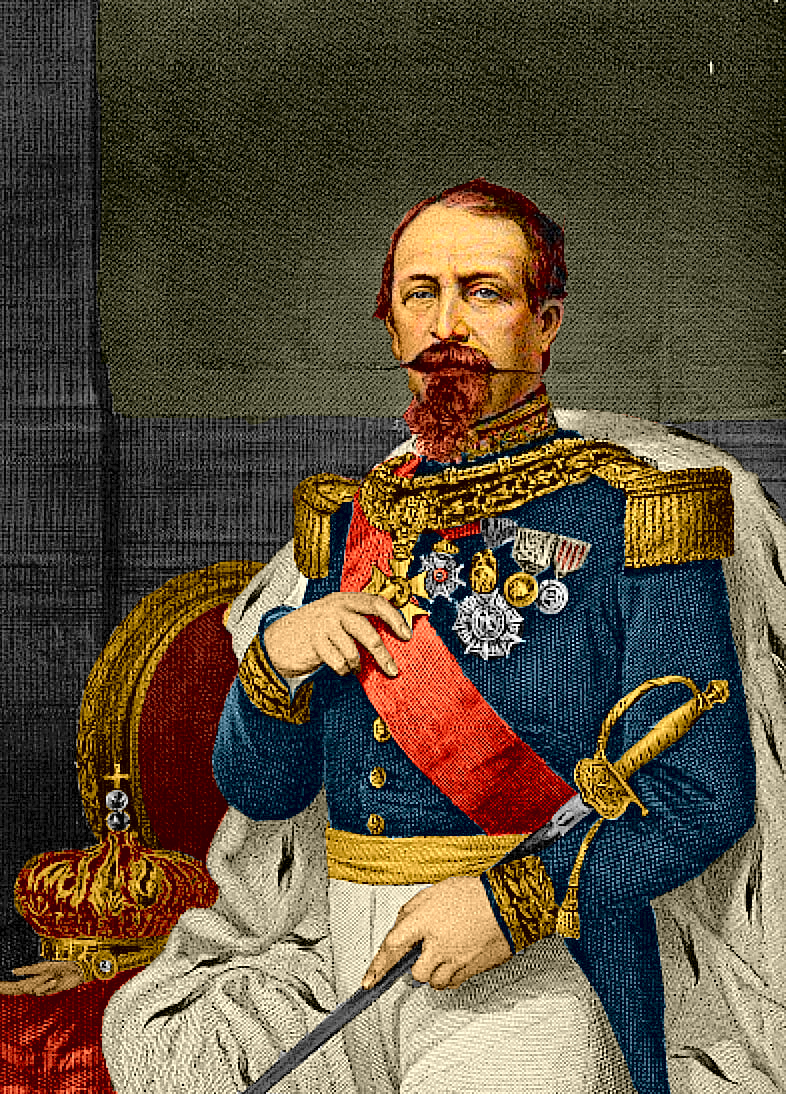
Napoleon III als keizer.

In het eerste jaar van zijn regering begon Napoleon meteen met het verbannen van misdadigers naar strafkolonies, zoals het beruchte Duivelseiland en Nieuw-Caledonië.
Kort hierop ging hij op zoek naar een echtgenote en daarmee ook naar een troonopvolger. Hij hoopte aanvankelijk op een huwelijk met een prinses uit een regerende Europese dynastie. Eerst had hij een Duits nichtje van koningin Victoria op het oog, maar de Britse koningin verzette zich. Vele andere Europese vorsten wilden hem evenmin als schoonzoon, omdat ze de keizer van Frankrijk als een parvenu of avonturier beschouwden, die zijn troon gemakkelijk zou kunnen verliezen, gezien de spanningen in Frankrijk tussen bonapartisten, royalisten en republikeinen. Uiteindelijk trouwde hij met de Spaanse Eugénie de Montijo, gravin van Teba. Uit dit huwelijk werd op 16 april 1856 een zoon, Napoleon Eugène Lodewijk Bonaparte, geboren. Tot die tijd was Napoleons neef Napoleon Jozef Karel Paul Bonaparte, de zoon van Jérôme Bonaparte, kroonprins. Na de geboorte van zijn zoon was Napoleon III minder geïnteresseerd in zijn echtgenote en ging hij zich te buiten aan buitenechtelijke escapades.

### Aanslag
In 1858 werd er door de jonge Italiaanse revolutionair Felice Orsini een aanslag op hem gepleegd, die mislukte. Napoleon en zijn vrouw raakten – op een snee in Napoleons neus na – niet gewond. Onder de omstanders vielen wel enkele doden en vele gewonden. Het motief was volgens de verklaring van Orsini het optreden van Napoleon tijdens de Italiaanse vrijheidsstrijd in 1848 en 1849. De valse beloften aan de vrijheidsbeweging speelden hierbij een belangrijke rol.
De aanslag herinnerde Napoleon aan zijn tijd bij de Carbonari, de Italiaanse vrijheidsbeweging waar hij in zijn jeugd lid van was geweest, en hij begon de voordelen van een Italiaanse eenheidsstaat in te zien. Oostenrijk zou daardoor verzwakt worden. Maar Italië moest dan wel een koninkrijk worden, en niet – zoals de Carbonari wilden – een republiek.

### Militaire successen en isolement
Napoleon besloot in te grijpen in Italië. Oostenrijk werd verslagen, Frankrijk kreeg er twee belangrijke gebieden bij, Savoye en Nice. Zijn voornaamste Italiaanse bondgenoot was graaf Camillo Benso di Cavour, de eerste minister van Sardinië-Piëmont, die hij op 21 juli 1858 in het geheim ontmoette tijdens de Ontmoeting van Plombières. Door zijn medewerking aan de zaak van de Italiaanse eenheid zagen de reactionairen en klerikalen, die Napoleon gesteund hadden, de Kerkelijke Staat in gevaar komen. Hij was echter van begin af aan van plan geweest, na de vestiging van zijn macht, op meer democratische wijze de macht te regelen en steunde derhalve na 1860 meer op de liberalen.
Verder verliep de militaire loopbaan van de keizer erg goed. Op zijn conto staan de gezamenlijke overwinning met Engeland in de Krimoorlog, de strafexpeditie naar Vietnam (toen nog Frans-Indochina) omdat daar katholieke missionarissen waren vermoord door de Vietnamezen, en de gezamenlijke overwinning met het Verenigd Koninkrijk in de Tweede Opiumoorlog (in China). De Britten waren dus goede bondgenoten van Frankrijk geworden.
De Nederlandse koning Willem III der Nederlanden en zijn vrouw Sophie van Württemberg waren bevriend met Napoleon III. Zij oriënteerden zich op Frankrijk en niet op Pruisen. Het Nederlandse koningspaar bracht een officieel bezoek aan de op dat moment in het kasteel van Compiègne residerende keizer. Op 13 september 1855 ontving Napoleon het Grootkruis in de Militaire Willems-Orde. In hetzelfde besluit benoemde Willem III ook tsaar Alexander II van Rusland tot ridder-grootkruis. De beide keizers waren vijanden in de Krimoorlog, waar Nederland een neutraal standpunt innam. Sommige Nederlanders, die de onderdrukking onder Napoleon I nog hadden meegemaakt, keerden zich tegen deze benoeming.
Maar er was ook een grote nederlaag voor Napoleon III: de interventie in Mexico. Onder invloed van zijn Spaanse echtgenote had de keizer interesse voor Spanje en Mexico, een vroegere Spaanse kolonie. Hierdoor hield zijn buitenlands beleid te weinig rekening met de grote evoluties die plaatsvonden in Duitsland. Mede door Napoleon III werd Maximiliaan van Mexico in 1864 tot keizer van Mexico uitgeroepen. De liberale Mexicaanse president Benito Juárez en de republikeinen bleven zich verzetten tegen Maximiliaan en ondanks waarschuwingen en oproepen van Napoleon om terug te keren, werd Maximiliaan in 1867 gefusilleerd.
Intussen werd Parijs bestuurd en herbouwd (onder andere om eventuele revolutionaire activiteiten de baas te kunnen) door baron Haussmann, die door Napoleon zelf naar Parijs was gehaald.

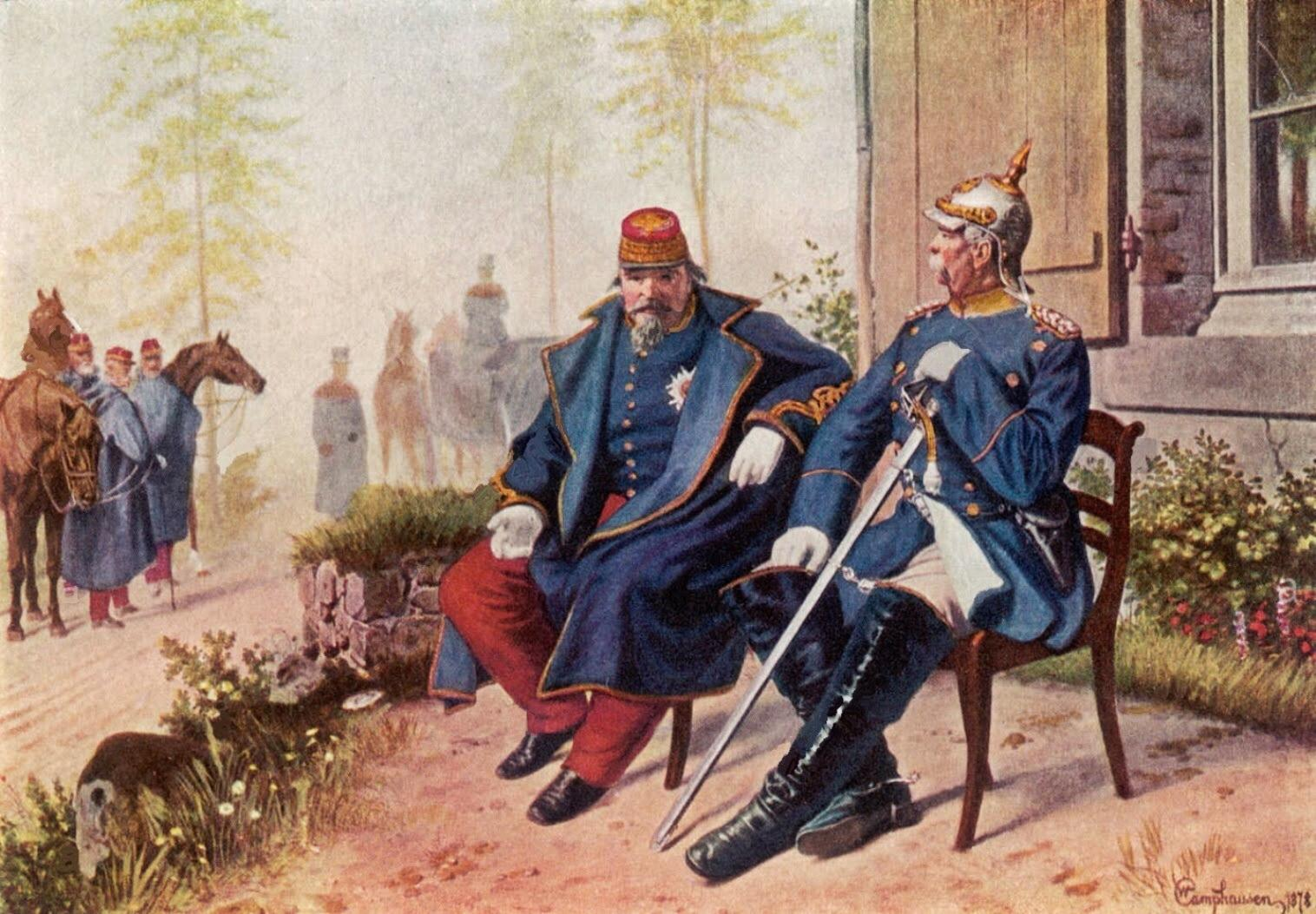
Napoleon III en Bismarck in gesprek te Donchery, na de Slag bij Sedan.

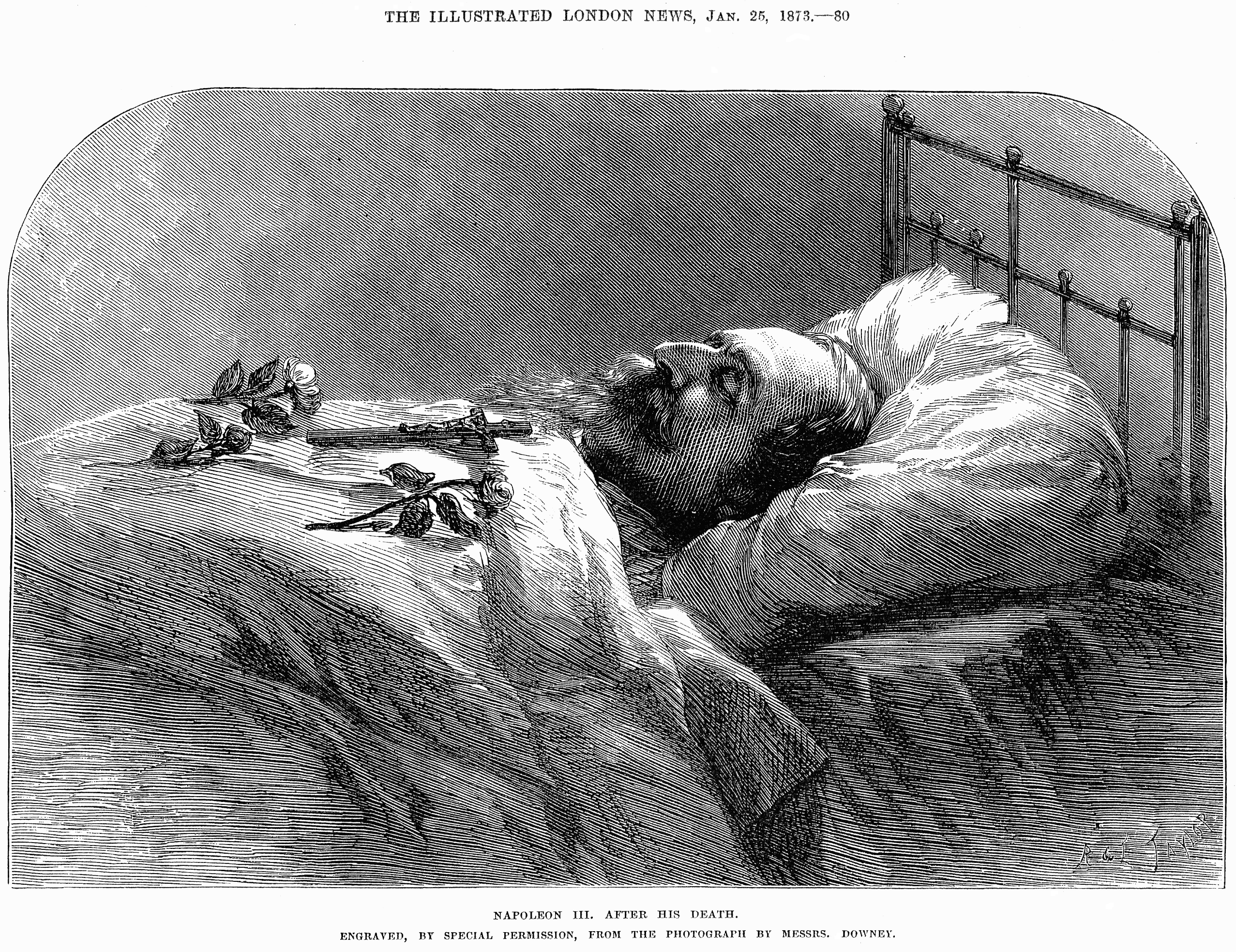
Napoleon III na zijn dood. Afbeelding uit Illustrated London News (25 januari 1873).

Internationaal raakte Frankrijk echter geleidelijk steeds verder in een isolement. Napoleon koos de zijde van de paus en Poolse opstandelingen. De paus was de vijand van Italië – ondertussen één koninkrijk, maar nog zonder de Pauselijke Staat, die later geannexeerd werd – waar Napoleon nog mee gevochten had. De Polen waren de vijanden van Rusland, waar Frankrijk weer een goede diplomatieke relatie mee had na de Krimoorlog.
Toen Oostenrijk door Pruisen werd verslagen in de Pruisisch-Oostenrijkse Oorlog bleef Frankrijk neutraal. Napoleon had in het geheim bij Bismarck bedongen dat hij de vrije hand zou krijgen in Luxemburg en België. Een jaar later kon de Pruisische kanselier zich echter niets herinneren van deze afspraak. Terwijl de Nederlandse kroonprins Willem al in Parijs was met de koopakte van het groothertogdom, moest de Britse regering ingrijpen om een Pruisisch-Franse oorlog te voorkomen (de zogenaamde Luxemburgse kwestie).
Zo nam Napoleons macht nog meer af, maar die van Pruisen groeide gestaag. Beide landen hadden al enige jaren politieke conflicten, onder andere over de opvolging van de Spaanse koning. Ten slotte kwam het zover dat Frankrijk Pruisen de oorlog verklaarde en de Frans-Duitse Oorlog begon. Het Pruisische leger was superieur aan het Franse; het had weliswaar minder manschappen, maar een veel betere organisatie. Parijs werd belegerd, en nadat daar de revolutionairen de macht hadden overgenomen en de commune van Parijs hadden uitgeroepen, gaf Frankrijk zich over.
Napoleon was na de Slag bij Sedan, in september 1870 al gevangengenomen door de Pruisen. Elzas-Lotharingen werd weer Duits gebied. Kort na de Pruisische overwinning werd koning Wilhelm I in Versailles tot eerste keizer van het nieuwe Duitsland gekroond. Het Tweede Franse Keizerrijk werd drie dagen na Napoleons desastreuze overgave bij de Slag bij Sedan in 1870 omvergeworpen, wat resulteerde in zowel de afkondiging van de Derde Franse Republiek als de overdracht van het grondgebied van Elzas-Lotharingen aan het nieuw gevormde Duitse Keizerrijk.

### Ballingschap en overlijden
Napoleon III werd op 19 maart 1871 vrijgelaten en begaf zich als balling naar Engeland. Daar overleed hij in 1873, 64 jaar oud, en werd begraven in de Sint-Michaelsabdij te Farnborough. Zijn enige zoon Napoleon Eugène Lodewijk werd door bonapartisten tot 'Napoleon IV' uitgeroepen. Hij zou echter nooit regeren.

## Betekenis voor Frankrijk
Napoleon III voerde een energiek buitenlands beleid dat gericht was op het opheffen van de beperkingen die Frankrijk sinds 1815 waren opgelegd door het Congres van Wenen en het weer doen gelden van de Franse invloed in Europa en over zijn kolonies. Een korte oorlog tegen Oostenrijk in 1859 voltooide grotendeels het proces van de Risorgimento. In het Nabije Oosten voerde Napoleon III geallieerde actie aan tegen Rusland in de Krimoorlog en herstelde de Franse aanwezigheid in de Levant door de rol van beschermer van de Maronitische Kerk voor Frankrijk op te eisen. Ook beveiligde een Frans garnizoen in Rome de Kerkelijke Staat tegen annexatie door Italië, door de Italianen te verslaan bij Mentana en de steun te winnen van de Franse katholieken voor Napoleons regime.
In Noord-Afrika consolideerde Frankrijk zijn heerschappij in Algerije en veroverde het Marokko en Tunis, en in Afrika werden Senegal, Guinee, Dahomey, Gabon en Ivoorkust gekoloniseerd, net als Madagaskar. Ook in Egypte werd de Franse invloed versterkt, zoals blijkt uit de realisatie van het Suezkanaal door de Franse ingenieur Ferdinand Lesseps, neef van keizerin Eugenie. Het kanaal werd in gebruik genomen in 1869.
In het Verre Oosten vestigde Napoleon III de Franse heerschappij in Frans-Cochinchina en Nieuw-Caledonië. Franse belangen in China werden gehandhaafd in de Tweede Opiumoorlog en de Taipingopstand; een mislukte campagne tegen Korea werd in 1866 gelanceerd, terwijl een militaire missie naar Japan deelnam aan de restauratie van de keizerlijk heerschappij (Meiji-restauratie). Franse interventie in Mexico was een fiasco en werd in 1867 beëindigd vanwege stijgende Mexicaanse weerstand en Amerikaanse diplomatieke druk.
In eigen land was de heerschappij van Napoleon een belangrijke periode van industrialisatie voor de Franse economie. Ook was hij verantwoordelijk voor een grote renovatie van Parijs die de contouren van de moderne stad bepaalde. In zijn opdracht leidde Haussmann ook de uitbreiding van het Franse spoorwegnet. Zo moesten reizigers van het Zuid-Franse Marseille naar Bordeaux (stad) lange tijd een omweg maken via de hoofdstad. Dit bleek tevens een strategisch nadeel, aangezien troepenbewegingen via dit spoornetwerk veel te traag te organiseren waren vanwege de slecht ontwikkelde dwarsverbindingen.

## Trivia
- Napoleon III had als bijnamen onder meer Badinguet en Boustrapa.

## Stamboom
| Overgrootouders | Giuseppe Maria Buonaparte (1713-1763) ∞ Maria Saveria Paravicini (1715-1750) | Giuseppe Maria Buonaparte (1713-1763) ∞ Maria Saveria Paravicini (1715-1750) | Giovanni Geronimo Ramolino (1723-1755) ∞ Angela Maria Pietrasanta (1725–1790) | Giovanni Geronimo Ramolino (1723-1755) ∞ Angela Maria Pietrasanta (1725–1790) | François de Beauharnais (1714-1800) ∞ Henriette Pyvart de Chastullé (1722-1767) | François de Beauharnais (1714-1800) ∞ Henriette Pyvart de Chastullé (1722-1767) | Joseph-Gaspard Tascher de la Pagerie (1735-1790) ∞ Rose-Claire des Vergers de Sanois (1736-1807) | Joseph-Gaspard Tascher de la Pagerie (1735-1790) ∞ Rose-Claire des Vergers de Sanois (1736-1807) |
| Grootouders     | Carlo Maria Buonaparte (1746-1785) ∞ Maria Laetitia Ramolino (1750-1836)     | Carlo Maria Buonaparte (1746-1785) ∞ Maria Laetitia Ramolino (1750-1836)     | Carlo Maria Buonaparte (1746-1785) ∞ Maria Laetitia Ramolino (1750-1836)      | Carlo Maria Buonaparte (1746-1785) ∞ Maria Laetitia Ramolino (1750-1836)      | Alexandre de Beauharnais (1760-1794) ∞ Joséphine de Beauharnais (1763-1814)     | Alexandre de Beauharnais (1760-1794) ∞ Joséphine de Beauharnais (1763-1814)     | Alexandre de Beauharnais (1760-1794) ∞ Joséphine de Beauharnais (1763-1814)                      | Alexandre de Beauharnais (1760-1794) ∞ Joséphine de Beauharnais (1763-1814)                      |

|                                    |                                    |                                      |                                      |                                      |                                      |                                      |                                      |                                     |                                     |                                      |                                      |                                      |                                      |                                      |                                      | Keizer Frans I Stefan (1708–1765) | Keizer Frans I Stefan (1708–1765) | Keizer Frans I Stefan (1708–1765) | Keizer Frans I Stefan (1708–1765) | Keizer Frans I Stefan (1708–1765) | Keizer Frans I Stefan (1708–1765) |                                |                                | Maria Theresia van Oostenrijk (1717-1780) | Maria Theresia van Oostenrijk (1717-1780) | Maria Theresia van Oostenrijk (1717-1780) | Maria Theresia van Oostenrijk (1717-1780) | Maria Theresia van Oostenrijk (1717-1780) | Maria Theresia van Oostenrijk (1717-1780) |                                         |                                         | Karel III van Spanje (1716–1788) | Karel III van Spanje (1716–1788) | Karel III van Spanje (1716–1788)           | Karel III van Spanje (1716–1788)           | Karel III van Spanje (1716–1788)           | Karel III van Spanje (1716–1788)           |                                            |                                            | Maria Amalia van Saksen (1724–1760)            | Maria Amalia van Saksen (1724–1760)            | Maria Amalia van Saksen (1724–1760)            | Maria Amalia van Saksen (1724–1760)            | Maria Amalia van Saksen (1724–1760)            | Maria Amalia van Saksen (1724–1760)            |                                           |                                           |  |  |  |  |  |  |
|                                    |                                    |                                      |                                      |                                      |                                      |                                      |                                      |                                     |                                     |                                      |                                      |                                      |                                      |                                      |                                      | Keizer Frans I Stefan (1708–1765) | Keizer Frans I Stefan (1708–1765) | Keizer Frans I Stefan (1708–1765) | Keizer Frans I Stefan (1708–1765) | Keizer Frans I Stefan (1708–1765) | Keizer Frans I Stefan (1708–1765) |                                |                                | Maria Theresia van Oostenrijk (1717-1780) | Maria Theresia van Oostenrijk (1717-1780) | Maria Theresia van Oostenrijk (1717-1780) | Maria Theresia van Oostenrijk (1717-1780) | Maria Theresia van Oostenrijk (1717-1780) | Maria Theresia van Oostenrijk (1717-1780) |                                         |                                         | Karel III van Spanje (1716–1788) | Karel III van Spanje (1716–1788) | Karel III van Spanje (1716–1788)           | Karel III van Spanje (1716–1788)           | Karel III van Spanje (1716–1788)           | Karel III van Spanje (1716–1788)           |                                            |                                            | Maria Amalia van Saksen (1724–1760)            | Maria Amalia van Saksen (1724–1760)            | Maria Amalia van Saksen (1724–1760)            | Maria Amalia van Saksen (1724–1760)            | Maria Amalia van Saksen (1724–1760)            | Maria Amalia van Saksen (1724–1760)            |                                           |                                           |  |  |  |  |  |  |
|                                    |                                    |                                      |                                      |                                      |                                      |                                      |                                      |                                     |                                     |                                      |                                      |                                      |                                      |                                      |                                      |                                   |                                   |                                   |                                   |                                   |                                   |                                |                                |                                           |                                           |                                           |                                           |                                           |                                           |                                         |                                         |                                  |                                  |                                            |                                            |                                            |                                            |                                            |                                            |                                                |                                                |                                                |                                                |                                                |                                                |                                           |                                           |  |  |  |  |  |  |
|                                    |                                    |                                      |                                      |                                      |                                      |                                      |                                      |                                     |                                     |                                      |                                      |                                      |                                      |                                      |                                      |                                   |                                   |                                   |                                   |                                   |                                   |                                |                                |                                           |                                           |                                           |                                           |                                           |                                           |                                         |                                         |                                  |                                  |                                            |                                            |                                            |                                            |                                            |                                            |                                                |                                                |                                                |                                                |                                                |                                                |                                           |                                           |  |  |  |  |  |  |
|                                    |                                    |                                      |                                      |                                      |                                      |                                      |                                      |                                     |                                     |                                      |                                      |                                      |                                      |                                      |                                      |                                   |                                   |                                   |                                   |                                   |                                   |                                |                                |                                           |                                           |                                           |                                           |                                           |                                           |                                         |                                         |                                  |                                  |                                            |                                            |                                            |                                            |                                            |                                            |                                                |                                                |                                                |                                                |                                                |                                                |                                           |                                           |  |  |  |  |  |  |
|                                    |                                    |                                      |                                      |                                      |                                      |                                      |                                      |                                     |                                     |                                      |                                      |                                      |                                      |                                      |                                      |                                   |                                   |                                   |                                   |                                   |                                   |                                |                                |                                           |                                           |                                           |                                           |                                           |                                           |                                         |                                         |                                  |                                  |                                            |                                            |                                            |                                            |                                            |                                            |                                                |                                                |                                                |                                                |                                                |                                                |                                           |                                           |  |  |  |  |  |  |
| Giuseppe Maria Buonaparte          | Giuseppe Maria Buonaparte          | Giuseppe Maria Buonaparte            | Giuseppe Maria Buonaparte            | Giuseppe Maria Buonaparte            | Giuseppe Maria Buonaparte            |                                      |                                      | Maria Saveria Paravicini            | Maria Saveria Paravicini            | Maria Saveria Paravicini             | Maria Saveria Paravicini             | Maria Saveria Paravicini             | Maria Saveria Paravicini             |                                      |                                      |                                   |                                   | Keizer Leopold II (1747-1792)     | Keizer Leopold II (1747-1792)     | Keizer Leopold II (1747-1792)     | Keizer Leopold II (1747-1792)     | Keizer Leopold II (1747-1792)  | Keizer Leopold II (1747-1792)  |                                           |                                           | Marie Louise van Spanje (1745–1792)       | Marie Louise van Spanje (1745–1792)       | Marie Louise van Spanje (1745–1792)       | Marie Louise van Spanje (1745–1792)       | Marie Louise van Spanje (1745–1792)     | Marie Louise van Spanje (1745–1792)     |                                  |                                  | Ferdinand I der Beide Siciliën (1751–1825) | Ferdinand I der Beide Siciliën (1751–1825) | Ferdinand I der Beide Siciliën (1751–1825) | Ferdinand I der Beide Siciliën (1751–1825) | Ferdinand I der Beide Siciliën (1751–1825) | Ferdinand I der Beide Siciliën (1751–1825) |                                                |                                                | Maria Carolina van Oostenrijk (1752-1814)      | Maria Carolina van Oostenrijk (1752-1814)      | Maria Carolina van Oostenrijk (1752-1814)      | Maria Carolina van Oostenrijk (1752-1814)      | Maria Carolina van Oostenrijk (1752-1814) | Maria Carolina van Oostenrijk (1752-1814) |  |  |  |  |  |  |
| Giuseppe Maria Buonaparte          | Giuseppe Maria Buonaparte          | Giuseppe Maria Buonaparte            | Giuseppe Maria Buonaparte            | Giuseppe Maria Buonaparte            | Giuseppe Maria Buonaparte            |                                      |                                      | Maria Saveria Paravicini            | Maria Saveria Paravicini            | Maria Saveria Paravicini             | Maria Saveria Paravicini             | Maria Saveria Paravicini             | Maria Saveria Paravicini             |                                      |                                      |                                   |                                   | Keizer Leopold II (1747-1792)     | Keizer Leopold II (1747-1792)     | Keizer Leopold II (1747-1792)     | Keizer Leopold II (1747-1792)     | Keizer Leopold II (1747-1792)  | Keizer Leopold II (1747-1792)  |                                           |                                           | Marie Louise van Spanje (1745–1792)       | Marie Louise van Spanje (1745–1792)       | Marie Louise van Spanje (1745–1792)       | Marie Louise van Spanje (1745–1792)       | Marie Louise van Spanje (1745–1792)     | Marie Louise van Spanje (1745–1792)     |                                  |                                  | Ferdinand I der Beide Siciliën (1751–1825) | Ferdinand I der Beide Siciliën (1751–1825) | Ferdinand I der Beide Siciliën (1751–1825) | Ferdinand I der Beide Siciliën (1751–1825) | Ferdinand I der Beide Siciliën (1751–1825) | Ferdinand I der Beide Siciliën (1751–1825) |                                                |                                                | Maria Carolina van Oostenrijk (1752-1814)      | Maria Carolina van Oostenrijk (1752-1814)      | Maria Carolina van Oostenrijk (1752-1814)      | Maria Carolina van Oostenrijk (1752-1814)      | Maria Carolina van Oostenrijk (1752-1814) | Maria Carolina van Oostenrijk (1752-1814) |  |  |  |  |  |  |
|                                    |                                    |                                      |                                      |                                      |                                      |                                      |                                      |                                     |                                     |                                      |                                      |                                      |                                      |                                      |                                      |                                   |                                   |                                   |                                   |                                   |                                   |                                |                                |                                           |                                           |                                           |                                           |                                           |                                           |                                         |                                         |                                  |                                  |                                            |                                            |                                            |                                            |                                            |                                            |                                                |                                                |                                                |                                                |                                                |                                                |                                           |                                           |  |  |  |  |  |  |
|                                    |                                    |                                      |                                      |                                      |                                      |                                      |                                      |                                     |                                     |                                      |                                      |                                      |                                      |                                      |                                      |                                   |                                   |                                   |                                   |                                   |                                   |                                |                                |                                           |                                           |                                           |                                           |                                           |                                           |                                         |                                         |                                  |                                  |                                            |                                            |                                            |                                            |                                            |                                            |                                                |                                                |                                                |                                                |                                                |                                                |                                           |                                           |  |  |  |  |  |  |
| Carlo Maria Buonaparte (1746-1785) | Carlo Maria Buonaparte (1746-1785) | Carlo Maria Buonaparte (1746-1785)   | Carlo Maria Buonaparte (1746-1785)   | Carlo Maria Buonaparte (1746-1785)   | Carlo Maria Buonaparte (1746-1785)   |                                      |                                      | Maria Laetitia Ramolino (1750-1836) | Maria Laetitia Ramolino (1750-1836) | Maria Laetitia Ramolino (1750-1836)  | Maria Laetitia Ramolino (1750-1836)  | Maria Laetitia Ramolino (1750-1836)  | Maria Laetitia Ramolino (1750-1836)  |                                      |                                      | Joseph Tascher de la Pagerie      | Joseph Tascher de la Pagerie      | Joseph Tascher de la Pagerie      | Joseph Tascher de la Pagerie      | Joseph Tascher de la Pagerie      | Joseph Tascher de la Pagerie      |                                |                                | Rose-Claire des Vergers de Sanois         | Rose-Claire des Vergers de Sanois         | Rose-Claire des Vergers de Sanois         | Rose-Claire des Vergers de Sanois         | Rose-Claire des Vergers de Sanois         | Rose-Claire des Vergers de Sanois         |                                         |                                         | Keizer Frans II (1768-1835)      | Keizer Frans II (1768-1835)      | Keizer Frans II (1768-1835)                | Keizer Frans II (1768-1835)                | Keizer Frans II (1768-1835)                | Keizer Frans II (1768-1835)                |                                            |                                            | Maria Theresia van Bourbon-Sicilië (1772-1807) | Maria Theresia van Bourbon-Sicilië (1772-1807) | Maria Theresia van Bourbon-Sicilië (1772-1807) | Maria Theresia van Bourbon-Sicilië (1772-1807) | Maria Theresia van Bourbon-Sicilië (1772-1807) | Maria Theresia van Bourbon-Sicilië (1772-1807) |                                           |                                           |  |  |  |  |  |  |
| Carlo Maria Buonaparte (1746-1785) | Carlo Maria Buonaparte (1746-1785) | Carlo Maria Buonaparte (1746-1785)   | Carlo Maria Buonaparte (1746-1785)   | Carlo Maria Buonaparte (1746-1785)   | Carlo Maria Buonaparte (1746-1785)   |                                      |                                      | Maria Laetitia Ramolino (1750-1836) | Maria Laetitia Ramolino (1750-1836) | Maria Laetitia Ramolino (1750-1836)  | Maria Laetitia Ramolino (1750-1836)  | Maria Laetitia Ramolino (1750-1836)  | Maria Laetitia Ramolino (1750-1836)  |                                      |                                      | Joseph Tascher de la Pagerie      | Joseph Tascher de la Pagerie      | Joseph Tascher de la Pagerie      | Joseph Tascher de la Pagerie      | Joseph Tascher de la Pagerie      | Joseph Tascher de la Pagerie      |                                |                                | Rose-Claire des Vergers de Sanois         | Rose-Claire des Vergers de Sanois         | Rose-Claire des Vergers de Sanois         | Rose-Claire des Vergers de Sanois         | Rose-Claire des Vergers de Sanois         | Rose-Claire des Vergers de Sanois         |                                         |                                         | Keizer Frans II (1768-1835)      | Keizer Frans II (1768-1835)      | Keizer Frans II (1768-1835)                | Keizer Frans II (1768-1835)                | Keizer Frans II (1768-1835)                | Keizer Frans II (1768-1835)                |                                            |                                            | Maria Theresia van Bourbon-Sicilië (1772-1807) | Maria Theresia van Bourbon-Sicilië (1772-1807) | Maria Theresia van Bourbon-Sicilië (1772-1807) | Maria Theresia van Bourbon-Sicilië (1772-1807) | Maria Theresia van Bourbon-Sicilië (1772-1807) | Maria Theresia van Bourbon-Sicilië (1772-1807) |                                           |                                           |  |  |  |  |  |  |
|                                    |                                    |                                      |                                      |                                      |                                      |                                      |                                      |                                     |                                     |                                      |                                      |                                      |                                      |                                      |                                      |                                   |                                   |                                   |                                   |                                   |                                   |                                |                                |                                           |                                           |                                           |                                           |                                           |                                           |                                         |                                         |                                  |                                  |                                            |                                            |                                            |                                            |                                            |                                            |                                                |                                                |                                                |                                                |                                                |                                                |                                           |                                           |  |  |  |  |  |  |
|                                    |                                    |                                      |                                      |                                      |                                      |                                      |                                      |                                     |                                     |                                      |                                      |                                      |                                      |                                      |                                      |                                   |                                   |                                   |                                   |                                   |                                   |                                |                                |                                           |                                           |                                           |                                           |                                           |                                           |                                         |                                         |                                  |                                  |                                            |                                            |                                            |                                            |                                            |                                            |                                                |                                                |                                                |                                                |                                                |                                                |                                           |                                           |  |  |  |  |  |  |
|                                    |                                    |                                      |                                      |                                      |                                      |                                      |                                      |                                     |                                     |                                      |                                      |                                      |                                      |                                      |                                      |                                   |                                   |                                   |                                   |                                   |                                   |                                |                                |                                           |                                           |                                           |                                           |                                           |                                           |                                         |                                         |                                  |                                  |                                            |                                            |                                            |                                            |                                            |                                            |                                                |                                                |                                                |                                                |                                                |                                                |                                           |                                           |  |  |  |  |  |  |
|                                    |                                    |                                      |                                      |                                      |                                      |                                      |                                      |                                     |                                     |                                      |                                      |                                      |                                      |                                      |                                      |                                   |                                   |                                   |                                   |                                   |                                   |                                |                                |                                           |                                           |                                           |                                           |                                           |                                           |                                         |                                         |                                  |                                  |                                            |                                            |                                            |                                            |                                            |                                            |                                                |                                                |                                                |                                                |                                                |                                                |                                           |                                           |  |  |  |  |  |  |
|                                    |                                    | Alexandre de Beauharnais (1760-1794) | Alexandre de Beauharnais (1760-1794) | Alexandre de Beauharnais (1760-1794) | Alexandre de Beauharnais (1760-1794) | Alexandre de Beauharnais (1760-1794) | Alexandre de Beauharnais (1760-1794) |                                     |                                     | Joséphine de Beauharnais (1763-1814) | Joséphine de Beauharnais (1763-1814) | Joséphine de Beauharnais (1763-1814) | Joséphine de Beauharnais (1763-1814) | Joséphine de Beauharnais (1763-1814) | Joséphine de Beauharnais (1763-1814) |                                   |                                   | Napoleon Bonaparte (1769-1821)    | Napoleon Bonaparte (1769-1821)    | Napoleon Bonaparte (1769-1821)    | Napoleon Bonaparte (1769-1821)    | Napoleon Bonaparte (1769-1821) | Napoleon Bonaparte (1769-1821) |                                           |                                           | Marie Louise van Oostenrijk (1791–1847)   | Marie Louise van Oostenrijk (1791–1847)   | Marie Louise van Oostenrijk (1791–1847)   | Marie Louise van Oostenrijk (1791–1847)   | Marie Louise van Oostenrijk (1791–1847) | Marie Louise van Oostenrijk (1791–1847) |                                  |                                  |                                            |                                            |                                            |                                            |                                            |                                            |                                                |                                                |                                                |                                                |                                                |                                                |                                           |                                           |  |  |  |  |  |  |
|                                    |                                    | Alexandre de Beauharnais (1760-1794) | Alexandre de Beauharnais (1760-1794) | Alexandre de Beauharnais (1760-1794) | Alexandre de Beauharnais (1760-1794) | Alexandre de Beauharnais (1760-1794) | Alexandre de Beauharnais (1760-1794) |                                     |                                     | Joséphine de Beauharnais (1763-1814) | Joséphine de Beauharnais (1763-1814) | Joséphine de Beauharnais (1763-1814) | Joséphine de Beauharnais (1763-1814) | Joséphine de Beauharnais (1763-1814) | Joséphine de Beauharnais (1763-1814) |                                   |                                   | Napoleon Bonaparte (1769-1821)    | Napoleon Bonaparte (1769-1821)    | Napoleon Bonaparte (1769-1821)    | Napoleon Bonaparte (1769-1821)    | Napoleon Bonaparte (1769-1821) | Napoleon Bonaparte (1769-1821) |                                           |                                           | Marie Louise van Oostenrijk (1791–1847)   | Marie Louise van Oostenrijk (1791–1847)   | Marie Louise van Oostenrijk (1791–1847)   | Marie Louise van Oostenrijk (1791–1847)   | Marie Louise van Oostenrijk (1791–1847) | Marie Louise van Oostenrijk (1791–1847) |                                  |                                  |                                            |                                            |                                            |                                            |                                            |                                            |                                                |                                                |                                                |                                                |                                                |                                                |                                           |                                           |  |  |  |  |  |  |
|                                    |                                    |                                      |                                      |                                      |                                      |                                      |                                      |                                     |                                     |                                      |                                      |                                      |                                      |                                      |                                      |                                   |                                   |                                   |                                   |                                   |                                   |                                |                                |                                           |                                           |                                           |                                           |                                           |                                           |                                         |                                         |                                  |                                  |                                            |                                            |                                            |                                            |                                            |                                            |                                                |                                                |                                                |                                                |                                                |                                                |                                           |                                           |  |  |  |  |  |  |
| Lodewijk Napoleon (1778–1846)      | Lodewijk Napoleon (1778–1846)      | Lodewijk Napoleon (1778–1846)        | Lodewijk Napoleon (1778–1846)        | Lodewijk Napoleon (1778–1846)        | Lodewijk Napoleon (1778–1846)        |                                      |                                      | Hortense de Beauharnais (1783-1837) | Hortense de Beauharnais (1783-1837) | Hortense de Beauharnais (1783-1837)  | Hortense de Beauharnais (1783-1837)  | Hortense de Beauharnais (1783-1837)  | Hortense de Beauharnais (1783-1837)  |                                      |                                      |                                   |                                   |                                   |                                   |                                   |                                   | Napoleon II (1811-1832)        | Napoleon II (1811-1832)        | Napoleon II (1811-1832)                   | Napoleon II (1811-1832)                   | Napoleon II (1811-1832)                   | Napoleon II (1811-1832)                   |                                           |                                           |                                         |                                         |                                  |                                  |                                            |                                            |                                            |                                            |                                            |                                            |                                                |                                                |                                                |                                                |                                                |                                                |                                           |                                           |  |  |  |  |  |  |
| Lodewijk Napoleon (1778–1846)      | Lodewijk Napoleon (1778–1846)      | Lodewijk Napoleon (1778–1846)        | Lodewijk Napoleon (1778–1846)        | Lodewijk Napoleon (1778–1846)        | Lodewijk Napoleon (1778–1846)        |                                      |                                      | Hortense de Beauharnais (1783-1837) | Hortense de Beauharnais (1783-1837) | Hortense de Beauharnais (1783-1837)  | Hortense de Beauharnais (1783-1837)  | Hortense de Beauharnais (1783-1837)  | Hortense de Beauharnais (1783-1837)  |                                      |                                      |                                   |                                   |                                   |                                   |                                   |                                   | Napoleon II (1811-1832)        | Napoleon II (1811-1832)        | Napoleon II (1811-1832)                   | Napoleon II (1811-1832)                   | Napoleon II (1811-1832)                   | Napoleon II (1811-1832)                   |                                           |                                           |                                         |                                         |                                  |                                  |                                            |                                            |                                            |                                            |                                            |                                            |                                                |                                                |                                                |                                                |                                                |                                                |                                           |                                           |  |  |  |  |  |  |
|                                    |                                    |                                      |                                      |                                      |                                      |                                      |                                      |                                     |                                     |                                      |                                      |                                      |                                      |                                      |                                      |                                   |                                   |                                   |                                   |                                   |                                   |                                |                                |                                           |                                           |                                           |                                           |                                           |                                           |                                         |                                         |                                  |                                  |                                            |                                            |                                            |                                            |                                            |                                            |                                                |                                                |                                                |                                                |                                                |                                                |                                           |                                           |  |  |  |  |  |  |
|                                    |                                    |                                      |                                      | Napoleon III (1808-1873)             |                                      |                                      |                                      |                                     |                                     |                                      |                                      |                                      |                                      |                                      |                                      |                                   |                                   |                                   |                                   |                                   |                                   |                                |                                |                                           |                                           |                                           |                                           |                                           |                                           |                                         |                                         |                                  |                                  |                                            |                                            |                                            |                                            |                                            |                                            |                                                |                                                |                                                |                                                |                                                |                                                |                                           |                                           |  |  |  |  |  |  |